# Марина Абрамовић: Од реза до шава
Марина Абрамовић: Од реза до шава је научна монографија ауторке Светлане Рацановић, објављена 2019. године у издању Геопоетике из Београда. Књига је настала из текста докторске тезе Перпетуирање промјене - Технологија сопства Марине Абрамовић. Теза је одбрањена на Факултету за медије и комуникације Универзитета Сингидунум у Београду у јуну 2018.

## О аутору
Светлана Рацановић (1968) је историчарка уметности, ликовна критичарка и кустоскиња. Докторирала је на Факултету за медије и комуникације, Универзитет Сингидунум у Београду, 2018. са тезом Перпетуирање промјене – Технологије сопства Марине Абрамовић. Магистрирала је менаџмент културних и уметничких делатности (програм ЕЦУМ/ЕЦУМЕСТ) у Дижону 2000. Дипломирала је на Филозофском факултету у Београду на Катедри за историју уметности 1998. Добитница је награде за ликовну критику Лазар Трифуновић за 2003.

## О књизи
Књига Марина Абрамовић: од реза до шаваје студуја која анализира све фазе рада уметнице Марине Абрамовић. Приказан је ланац трансформација уметности Марине Абрамовић, од првих серија слика са облацима, преко перформанса седамдесетих, па све до најновијих пројеката. Ауторка детектује промене у њеном раду, као и промене у систему уметности које настају на почетку 21. века, као ефекат преласка из биполарног хладноратовског, у мултиполарни, глобално умрежени свет.
Књига је подељена на три дела од којих сваки детаљно разматра основне правце кретања и промишљања у раду Марине Абрамовић:
- Од реза до реза
- Од реза до шава
- Од шава до шава

Први део се бави раним радовима који обухватају прелаз од класичних слика до првих „херојских" перформанса који ће обележити југословенску уметност седамдесетих.
У другом делу књиге ауторка се фокусира на дванаестогодишњи период уметничке сарадње Марине Абрамовић и Улаја (1976–1988) као деконструкцију метафоре идеалног партнерства и безусловне љубави.
Трећи део обухвата период од повратка Марине Абрамовић самосталној каријери, после 1988. па све до данас.
Ауторка је приказала немогућа преплитања Запада и Истока, барокне и тибетанске културе. Ово се може схватити и као улазак Марине Абрамовић у полифонично поље савремене културе, у којем њени наступи све више прожимају најразличитије сфере уметности и бизниса, од театра, опере, музике, плеса, филма, видеа, фотографије, науке, професуре, изградње институција, али и забаве, оглашавања, предузетништва, стварања брендова и самолансирања унутар селебрити-система. Овај ланац континуираних промена и трансформација у раду Марине Абрамовић уписан је у обрасцу непрекидног чишћења индивидуе по мишљењу Светлане Рацановић. Последњих година у раду Марине Абрамовић долази до све јаснијег споја уметности, забаве и бизниса, и на тај начин се мења и њен статус. Сада се креће у распону од шаманке до селебритија, измештајући њен рад све више у регистар блокбастер уметности који доминира познокапиталистичким уметничким спектаклом. Аутирка у својим анализама настоји да што прецизније оцрта ове промене у раду Марине Абрамовић. По њеном мишљењу, неопходно је остати отворен за експерименте, па чак и промашаје, у свету који се радикално и незаустављиво мења, у којем се пре може говорити о маргинализацији уметности него о њеном крају.